# Jesse Lowen Shearer
Jesse Lowen Shearer (* 1921; † 1992) war ein US-amerikanischer Hochschullehrer, Ingenieur und Pionier auf dem Gebiet der Hydraulik.
Shearer promovierte am Massachusetts Institute of Technology (MIT) und war dort von 1950 bis 1963 Mitglied der Fakultät für Maschinenbau, wo er am Dynamic Analysis & Control Laboratory arbeitete. Von 1963 bis zu seiner Emeritierung 1985 war er Professor an der Fakultät für Maschinenbau der Pennsylvania State University. Er war außerdem Mitglied der Dynamic Systems and Control Division der American Society of Mechanical Engineers (ASME).

## Auszeichnungen
Im Jahr 1965 erhielt er den Donald P. Eckman Award der Instrument Society of America, 1966 den Charles Russ Richards Memorial Award der American Society of Mechanical Engineers und 1983 schließlich die Rufus Oldenburger Medal der ASME.